# 17e étape du Tour d'Italie 1999
Pour un article plus général, voir Tour d'Italie 1999.
La 17e étape du Tour d'Italie 1999 s'est déroulée le 1er juin dans les régions de la Lombardie et de la Vénétie. Le parcours de 198 kilomètres était disputé entre Lumezzane, dans la province de Brescia et Castelfranco Veneto dans celle de Trévise. Elle a été remportée par l'Italien Mario Cipollini de la formation italienne Saeco.

## Récit
Mario Cipollini remporte au sprint sa quatrième étape sur ce Giro. C'est sa 29e victoire d'étape sur le Tour d'Italie. Marco Pantani conserve le maillot rose.

## Classement de l'étape
| \| 1. \| Mario Cipollini \| \| Saeco \| en \| \| \| 2. \| Matteo Tosatto \| \| Ballan \| + \| 0 s \| \| 3. \| Dario Pieri \| \| Navigare \| \| m.t. \| |                 |  |          |    |      |
| 1. | Mario Cipollini |  | Saeco    | en |      |
| 2. | Matteo Tosatto  |  | Ballan   | +  | 0 s  |
| 3. | Dario Pieri     |  | Navigare |    | m.t. |

## Classement général
| \| 1. \| Marco Pantani \| \| Mercatone Uno \| en \| \| \| 2. \| Paolo Savoldelli \| \| Saeco \| + \| 2 min 05 s \| \| 3. \| Laurent Jalabert \| \| ONCE \| \| 2 min 06 s \| |                  |  |               |    |            |
| 1. | Marco Pantani    |  | Mercatone Uno | en |            |
| 2. | Paolo Savoldelli |  | Saeco         | +  | 2 min 05 s |
| 3. | Laurent Jalabert |  | ONCE          |    | 2 min 06 s |